# 太上法皇

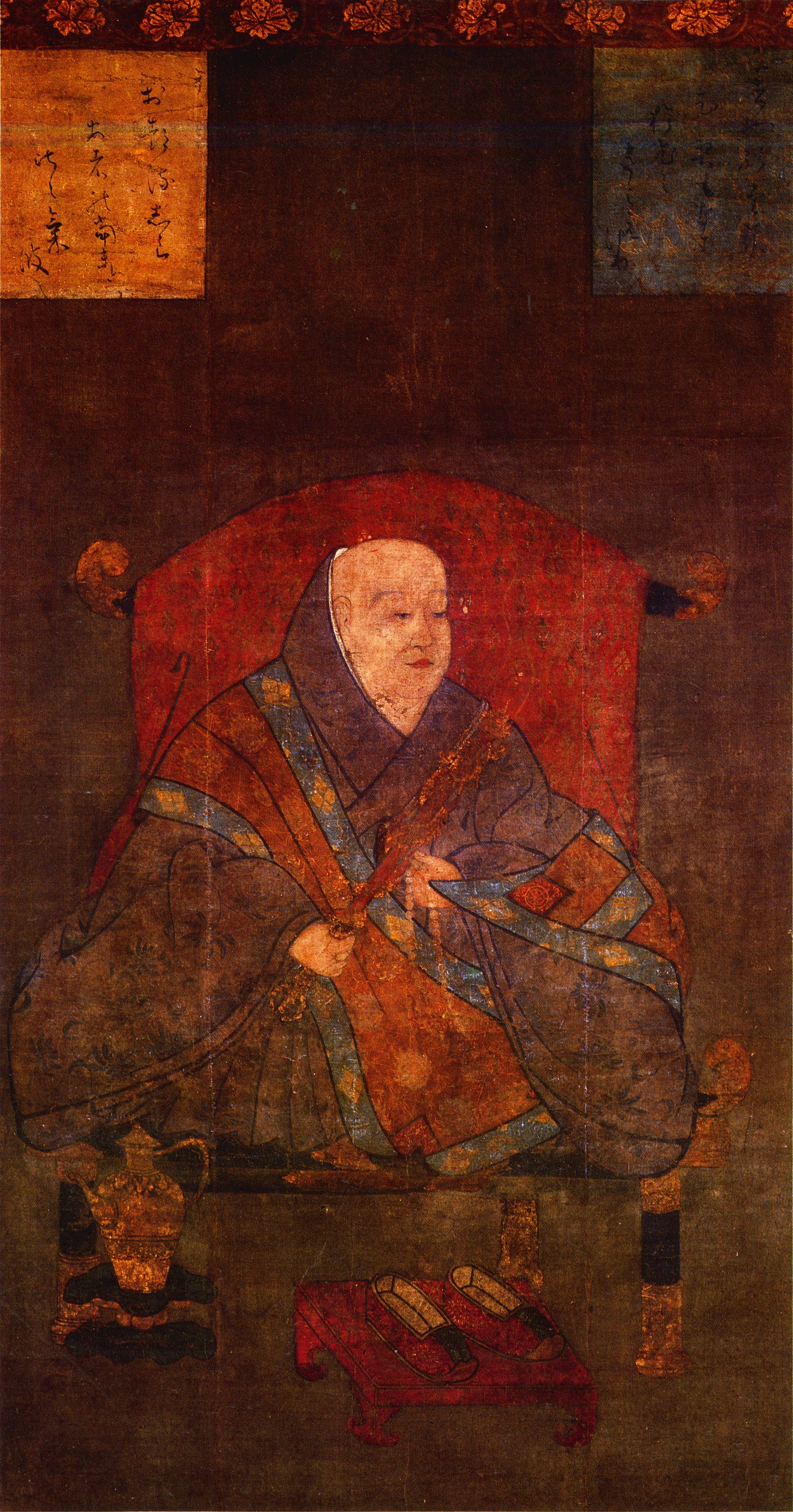
宇多法皇

太上法皇，简称法皇，是日本历史上的太上天皇出家遁入佛门后的称号。

## 概述
日本天皇逊位后称太上天皇，簡稱上皇，相当于中国历史上的太上皇。而出家（在日本或称“入道”）为僧的上皇則稱太上法皇，簡稱法皇。在奈良时代和平安时代的日本，佛教十分兴盛，多位天皇心仪佛法，故退位后出家为僧，类似于大理国（今中国云南）的多位国王（如保定帝段正明、宣仁帝段正严等）。
第一位出家的日本太上天皇是平安时代的圣武上皇，但当时并没有称他为“法皇”。有记载的第一位被称为“法皇”的出家上皇是宇多上皇，但他被称为“宇多法皇”后不久就停止使用“太上天皇”的尊号。虽然法皇在本质上就是上皇，但在法律程序上，被称为“法皇”者未必就享有上皇的尊号，而享有上皇尊号者也可以被称为“法皇”，如被尊为“后高仓院太上天皇”的守贞亲王，他也被称为法皇。所以，相对于具有尊号意义的“太上天皇”，“太上法皇”只是一种通称，不需要经过册封。
在院政时代，上皇和法皇都是院厅的开设者和领导者，可以简称他们为“院”，他们的地位高于在位的天皇，而且掌握实际大权，被称为“治天之君”。相对于上皇的全称“某院太上天皇”，法皇的全称是“某院太上法皇”（“某”是上皇或法皇所在院厅的名字，即院号，也被作为谥号）。如后鸟羽法皇的全称是“后鸟羽院太上法皇”，不过当称某法皇为“某院”时，“太上法皇”四字常常省略。明治维新后废除了院号，一般只称“某太上法皇”，简称“某法皇”。
大多数法皇不問政事，只潛心研究修行佛學，念佛打坐，再加上后来摄关和幕府先后掌权，院政形同虚设。但也有部分法皇利用院政之便试图掌控国家实际权力，与摄关和幕府相抗衡，其中最著名的例子是源平合战中的后白河法皇，他周旋于源氏和平家之间，平家败亡后更挑拨源赖朝与源义经兄弟，力图从中渔利，恢复日本皇室的权力，结果失败，被后来开创镰仓幕府的征夷大将军源赖朝评价为“日本国第一大天狗”。
法皇一般都曾担任过天皇，只有守贞亲王一人例外，他是后堀河天皇的亲生父亲，未做过天皇，儿子即位后尊他为太上天皇，而此时他已经出家为僧，所以也被称为“法皇”。此外日本皇室曾追赠室町幕府第三代征夷大将军足利义满为“鹿苑院太上天皇”，又因义满生前已经出家，按惯例自然获得“鹿苑院太上法皇”的封号，但幕府方面推辞不受。
日本至今为止最后一位法皇是江户时代的灵元法皇。

## 法皇列表
日本历史上有记载的法皇一共有22位。
| 法皇及院号       | 退位时间 | 出家时间 |
| ---------------- | -------- | -------- |
| 宇多院太上法皇   | 897年    | 899年    |
| 朱雀院太上法皇   | 952年    | 952年    |
| 花山院太上法皇   | 986年    | 986年    |
| 白河院太上法皇   | 1087年   | 1096年   |
| 鸟羽院太上法皇   | 1123年   | 1142年   |
| 后白河院太上法皇 | 1158年   | 1169年   |
| 后鸟羽院太上法皇 | 1198年   | 1221年   |
| 后高仓院太上法皇 | 1221年   | 1212年   |
| 后嵯峨院太上法皇 | 1246年   | 未知     |
| 后深草院太上法皇 | 1259年   | 1290年   |
| 龟山院太上法皇   | 1274年   | 1289年   |
| 后宇多院太上法皇 | 1287年   | 1307年   |
| 伏见院太上法皇   | 1298年   | 未知     |
| 后伏见院太上法皇 | 1301年   | 1333年   |
| 花园院太上法皇   | 1318年   | 1335年   |
| 光严院太上法皇   | 1333年   | 未知     |
| 光明院太上法皇   | 1348年   | 1355年   |
| 后龟山院太上法皇 | 1392年   | 1397年   |
| 后小松院太上法皇 | 1412年   | 1431年   |
| 后花园院太上法皇 | 1464年   | 1467年   |
| 后水尾院太上法皇 | 1629年   | 未知     |
| 灵元院太上法皇   | 1687年   | 1713年   |